# Béréba (département)
Cet article concerne le département et la commune rurale. Pour le village chef-lieu, voir Béréba.
Béréba  est un département et une commune rurale de la province du Tuy, situé dans la région des Hauts-Bassins au Burkina Faso.
En 2006, le dernier recensement consolidé comptabilisait 25 219 habitants.

## Villages
Le département et la commune rurale est composé de vingt-huit villages, dont le village chef-lieu homonyme (données consolidées de population issues du recensement général de 2006) :
- Bankoni (527 habitants)
- Béréba (1 895 habitants), chef-lieu
- Bihoun (560 habitants)
- Boho-Béréba (804 habitants)
- Bokuy-Ouest (439 habitants)
- Bomba (501 habitants)
- Dabéré (906 habitants)
- Dakoni (471 habitants)
- Dimikuy (1 351 habitants)
- Dorokuy (380 habitants)
- Doumien (238 habitants)
- Douro (1 073 habitants)
- Duo (240 habitants)
- Duowakuy (243 habitants)
- Gnindékuy (350 habitants)
- Kassaho (752 habitants)
- Keindéni (321 habitants)
- Koura (727 habitants)
- Lofikahoun (2 512 habitants)
- Lokoa (778 habitants)
- Maro (2 608 habitants)
- Ouakuy (2 604 habitants)
- Ouani (410 habitants)
- Ouoro (318 habitants)
- Popioho (1 018 habitants)
- Tiawama (252 habitants)
- Tiombio (1 651 habitants)
- Tioro (1 290 habitants)